# 4 хилядолетие пр.н.е.
| 30 | 29 | 28 | 27 | 26 | 25 | 24 | 23 | 22 | 21 | 20 | 19 | 18 | 17 | 16 | 15 | 14 | 13 | 12 | 11 | 10 | 9 | 8 | 7 | 6 | 5 | 4 | 3 | 2 | 1 | пр.н.е. << >> сл.н.е. | 1 (1–1000) | 2 (1001–2000) |

Четвъртото хилядолетие (IV) обхваща периода от началото на 4000 г. пр.н.е. до края на 3001 г. пр.н.е.

## Събития
- 40 век пр.н.е. —
- Възниква първата корейска цивилизация
- 18 март 3952 г. пр.н.е. – Сътворение на Света според Беда Достопочтени

- 39 век пр.н.е. —
- 3807 – 3806 пр.н.е. се построява най-старият път в Съмърсет, Англия, дълъг 2000 м
- 3800 пр.н.е. – Край на Обейдската култура в Месопотамия

- 38 век пр.н.е. —
- 3761 г. пр.н.е. – Започва Юдейският календар
- Откриване на пироните

- 37 век пр.н.е. —
- 36 век пр.н.е. —

- 35 век пр.н.е. – Втора преселническа вълна̀ от територията Курганна култура
- В Месопотамия се образуват първите градове-държави (Урук, Ур и др.)

- 34 век пр.н.е. – крайна фаза на неолита
- Леденият човек Йоци живее около 3340 пр.н.е.

- 33 век пр.н.е. – Сахара става от населена, пустиня – виж скални рисунки на Сахара

- 32 век пр.н.е. – Финикийските градове Библос и Сидон започват кедър-търговия с Египет
- 11 август 3114 пр.н.е. – започва броенето на календара на цивилизацията на маите в Мезоамерика с начална дата 0.0.0.0.0.

- 31 век пр.н.е. – започва Ранното царство или Архаичен период на Египет

## Личности
- Скорпион I – древноегипетски фараон (3200 пр.н.е.)
- Нармер – египетски фараон (3100 пр.н.е.)